# Campeonato Brasileiro Série A 2018
In 2018 werd de 62ste editie van de Campeonato Brasileiro Série A gespeeld, de hoogste voetbalklasse van Brazilië. De competitie werd gespeeld van 14 april tot 2 december, door het WK in Rusland lag de competitie stil tussen 14 juni en 15 juli. Palmeiras werd kampioen. 

## Stadions en locaties
| Club                | Stad           | Stadion              | Capaciteit |
| ------------------- | -------------- | -------------------- | ---------- |
| América Mineiro     | Belo Horizonte | Independência        | 23.018     |
| Atlético Mineiro    | Belo Horizonte | Independência        | 23.018     |
| Atlético Paranaense | Curitiba       | Arena da Baixada     | 42.370     |
| Bahia               | Salvador       | Arena Fonte Nova     | 50.025     |
| Botafogo            | Rio de Janeiro | Nílton Santos        | 44.661     |
| Ceará               | Fortaleza      | Arena Castelão       | 63.903     |
| Chapecoense         | Chapecó        | Arena Condá          | 20.089     |
| Corinthians         | São Paulo      | Arena de São Paulo   | 47.605     |
| Cruzeiro            | Belo Horizonte | Mineirão             | 61.846     |
| Flamengo            | Rio de Janeiro | Maracanã             | 78.838     |
| Fluminense          | Rio de Janeiro | Maracanã             | 78.838     |
| Grêmio              | Porto Alegre   | Arena do Grêmio      | 55.662     |
| Internacional       | Porto Alegre   | Beira-Rio            | 50.128     |
| Palmeiras           | São Paulo      | Allianz Parque       | 43.173     |
| Paraná              | Curitiba       | Vila Capanema        | 20.083     |
| Santos              | Santos         | Vila Belmiro         | 16.068     |
| São Paulo           | São Paulo      | Morumbi              | 72.039     |
| Sport do Recife     | Recife         | Ilha do Retiro       | 32.983     |
| Vasco da Gama       | Rio de Janeiro | Estádio São Januário | 21.680     |
| Vitória             | Salvador       | Barradão             | 30.618     |

## Eindstand
| Plaats | Club                | Wed. | W  | G  | V  | Saldo | Ptn. |
| ------ | ------------------- | ---- | -- | -- | -- | ----- | ---- |
| 1.     | Palmeiras           | 38   | 23 | 11 | 4  | 64:26 | 80   |
| 2.     | Flamengo            | 38   | 21 | 9  | 8  | 59:29 | 72   |
| 3.     | Internacional       | 38   | 19 | 12 | 7  | 51:29 | 69   |
| 4.     | Grêmio              | 38   | 18 | 12 | 8  | 48:27 | 66   |
| 5.     | São Paulo           | 38   | 16 | 15 | 7  | 46:34 | 63   |
| 6.     | Atlético Mineiro    | 38   | 17 | 8  | 13 | 56:43 | 59   |
| 7.     | Atlético Paranaense | 38   | 16 | 9  | 13 | 54:37 | 57   |
| 8.     | Cruzeiro            | 38   | 14 | 11 | 13 | 34:34 | 53   |
| 9.     | Botafogo            | 38   | 13 | 12 | 13 | 38:46 | 51   |
| 10.    | Santos              | 38   | 13 | 11 | 14 | 46:40 | 50   |
| 11.    | Bahia               | 38   | 12 | 12 | 14 | 39:41 | 48   |
| 12.    | Fluminense          | 38   | 12 | 9  | 17 | 32:46 | 45   |
| 13.    | Corinthians         | 38   | 11 | 11 | 16 | 34:35 | 44   |
| 14.    | Chapecoense         | 38   | 11 | 11 | 16 | 34:50 | 44   |
| 15.    | Ceará               | 38   | 10 | 14 | 14 | 32:38 | 44   |
| 16.    | Vasco da Gama       | 38   | 10 | 13 | 15 | 41:48 | 43   |
| 17.    | Sport               | 38   | 11 | 9  | 18 | 35:57 | 42   |
| 18.    | América Mineiro     | 38   | 10 | 10 | 18 | 30:47 | 40   |
| 19.    | Vitória             | 38   | 9  | 10 | 19 | 36:63 | 37   |
| 20.    | Paraná              | 38   | 4  | 11 | 23 | 18:57 | 23   |

|  | Landskampioen en gekwalificeerd voor groepsfase Copa Libertadores 2019 |
|  | Gekwalificeerd voor groepsfase Copa Libertadores 2019                  |
|  | Gekwalificeerd voor tweede fase Copa Libertadores 2019                 |
|  | Gekwalificeerd voor Copa Sudamericana 2019                             |
|  | Degradatie naar Série B                                                |

### Kampioen
| Campeonato Brasileiro Série A 2018 |
| São Paulo                          |
| ---------------------------------- |
| PALMEIRAS Kampioen (10° titel)     |

## Topschutters
| Speler            | Speler           | Goals | Club                |
| ----------------- | ---------------- | ----- | ------------------- |
| Vlag van Brazilië | Gabriel Barbosa  | 18    | Santos              |
| Vlag van Brazilië | Ricardo Oliveira | 13    | Atlético Mineiro    |
| Vlag van Brazilië | Diego Souza      | 12    | São Paulo           |
| Vlag van Brazilië | Pablo            | 12    | Atlético Paranaense |
| Vlag van Brazilië | Leandro Pereira  | 11    | Chapecoense         |
| Vlag van Uruguay  | Nico López       | 11    | Internacional       |